# 莲座蒲儿根
莲座蒲儿根（学名：Sinosenecio subrosulatus）是菊科蒲儿根属的植物，为中国的特有植物。分布在中国大陆的甘肃、四川等地，生长于海拔3,300米至3,500米的地区，多生长在冷杉林下，目前尚未由人工引种栽培。